# اودیشس (نرم‌افزار)
اودِیشِس (به انگلیسی: Audacious) یک پخش‌کننده صوتی متن‌باز است که بر روی مصرف کم منابع، صدای با کیفیت، و پشتیبانی از طیف وسیعی از قالب‌های صوتی تمرکز دارد. این برنامه عمدتاً برای سیستم‌عامل‌های سازگار با استاندارد پازیکس از جمله لینوکس طراحی شده است و پشتیبانی محدودی از مایکروسافت ویندوز دارد. اودِیشِس نرم‌افزار پخش‌کننده پیشفرض در لوبونتو و اوبونتو استودیو است.